# Waldviertler Heimatbund
Der Waldviertler Heimatbund ist ein 1951 gegründeter österreichischer Geschichtsverein, der sich der Erforschung der Geschichte des Waldviertels und der geografisch teilweise zum Waldviertel gehörenden Wachau in Niederösterreich widmet.

## Geschichte
Der Waldviertler Heimatbund wurde 1951 in Krems an der Donau gegründet. Als seine Ziele formulierte er die historische Erforschung des Waldviertels und der Wachau, die Veranstaltung von Vorträgen, Ausstellungen und Exkursionen zu regionalgeschichtlichen Themen, die Herausgabe einer historischen Zeitschrift und einer Schriftenreihe sowie die Schaffung einer Bibliothek zur Geschichte und Kultur des Waldviertels. Erster Präsident war Heinrich Rauscher, Direktor der Lehrerbildungsanstalt Krems. Ihm folgte 1960 der Historiker Walter Pongratz. Von 1985 bis 2018 war der Historiker Erich Rabl Präsident des Waldviertler Heimatbundes. Ihm folgte Thomas Winkelbauer. Der Verein hat seinen Sitz in Horn.

## Bibliothek
Die 1951 gegründete Waldviertel-Bibliothek des Waldviertler Heimatbundes befindet sich im Höbarthmuseum in Horn. Ihr Bestand setzt sich aus der Bibliothek des Museums, der Privatbibliothek des 1990 verstorbenen zweiten Präsidenten des Waldviertler Heimatbundes, Walter Pongratz, weiterer Schenkungen sowie aus Erwerbungen und dem Schriftentausch des Heimatbundes mit anderen Geschichtsvereinen zusammen und umfasst rund 7.000 Bände. Sie ist öffentlich zugänglich.

## Zeitschrift
Seit 1952 gibt der Waldviertler Heimatbund die derzeit viermal jährlich erscheinende historische Zeitschrift Das Waldviertel. Zeitschrift für Heimat- und Regionalkunde des Waldviertels und der Wachau mit einem jährlichen Umfang von rund 400 Seiten heraus. Neben Fachaufsätzen enthält sie aktuelle Kulturberichte aus dem Waldviertel und der Wachau sowie Buchrezensionen. Das Themenspektrum reicht dabei von Geschichte und Kunstgeschichte über Geografie bis hin zu naturwissenschaftlichen Themen mit Bezug zum Waldviertel und zur Wachau. Eine heimatkundliche Zeitschrift gleichen Titels erschien bereits von 1927 bis 1938.

## Schriftenreihe
In der Schriftenreihe des Waldviertler Heimatbundes sind bisher 55 Monografien mit Bezug zum Waldviertel und zur Wachau, unter anderem zur Archäologie des Waldviertels, zur Wirtschaftsgeschichte der Region sowie über den Räuberhauptmann Johann Georg Grasel erschienen.